# Verglas Music
La Verglas Music è un'etichetta discografica inglese fondata nel 1995 da Mick Pointer (ex-Marillion) e Clive Nolan (Pendragon) per produrre la loro nuova band, gli Arena. Con il successo del loro primo album Songs From The Lion's Cage la Verglas espanse la propria produzione ad altre formazioni, tra le quali Shadowland, Clive Nolan, Oliver Wakeman, The Urbane, Strangers on a Train.